# 古巴人民党（正统党人）
古巴人民党（正统党人）（西班牙語：Partido del Pueblo Cubano (Ortodoxos)），通称正统党（Partido Ortodoxo），是古巴历史上的一个政党。1947年5月15日，爱德华多·奇瓦斯创建该党。该党主张对古巴进行改革，消除严重的政府腐败现象。该党党员的成分极为复杂，既有信仰共产主义的人民社会党的前成员、持有改革或革命理念的民族主义者、青年社会主义者，也有大地主、反动资本家、保守天主教徒。
菲德尔·卡斯特罗于1949年加入该党，并打算作为该党的候选人竞选国会议员，但该计划由于1952年富尔亨西奥·巴蒂斯塔发动军事政变，正统党被迫停止活动而告吹；从此，他走上了武装革命的道路。